# آنتساکوآمارو
آنتساکوآمارو (به لاتین: Antsakoamaro) یک منطقهٔ مسکونی در ماداگاسکار است که در ناحیه بکیلی واقع شده‌است. آنتساکوآمارو ۵٬۰۰۰ نفر جمعیت دارد و ۴۳۷ متر بالاتر از سطح دریا واقع شده‌است.